# Sykkylvens kommun
Sykkylvens kommun (norska: Sykkylven kommune) är en kommun i Møre og Romsdal fylke i västra Norge. Kommunens centralort är tätorten Sykkylven. 

## Administrativ historik
Sykkylvens kommun bröts ut ur Ørskogs kommun 1883. Därifrån överfördes dessutom vissa områden 1955.

## Tätorter
I Sykkylvens kommun finns tre tätorter:
- Ikornnes
- Straumgjerde
- Sykkylven (centralort)

Orten Hundeidvik har tidigare räknats som en tätort men uppfyller inte längre kriterierna.

## Socknar
Inom Norska kyrkan är Sykkylvens kommun indelad i två socknar:
- Ikornnes socken
- Sykkylvens socken

Socknarna ingår i Nordre Sunnmøre prosteri i Møre stift.

## Kända personer
- Elisabeth Andreassen, (1958– )